# 7th Illinois Cavalry
Le 7th Regiment Illinois Volunteer Cavalry est un régiment de cavalerie qui a servi dans l'armée de l'Union pendant la guerre de Sécession.

## Service
Le 7th Illinois Cavalry entre en service au camp Butler, en Illinois, le 13 octobre 1861.
Après la chute de Vicksburg, le 7th Illinois Cavalry sert avec la troisième brigade de cavalerie du XVIe corps, dont l'état-major est à Memphis, Tennessee. Il campe au nord de Collierville, Tennessee, lorsque le général Chalmers (CSA) attaque la garnison avec 2 500 soldats, le 11 octobre 1863. Une partie des troupes contourne par le côté nord de la ville et attaque le camp du 7th Illinois Cavalry et le met en déroute, capturant et incendiant leurs fournitures. Le 7th Illinois Cavalry parvient à retrouver sa réputation lorsque le général Chalmers réitère son attaque contre Collierville le 3 novembre 1863. Les confédérés sont repoussés lors de cette seconde bataille de Collierville par le colonel de l'Union Edward Hatch qui mène les 7th Illinois Cavalry, 6th Illinois Cavalry, 2nd Iowa Cavalry et le 1st Illinois Light Artillery.
Le régiment est libéré du service le 20 octobre 1865.

## Total des effectifs et nombre de victimes
Le régiment subit la perte de 5 officiers et 59 soldats qui sont tués ou qui sont morts de leurs blessures et de 3 officiers et 267 soldats qui sont morts de maladie, pour un total de 334 décès.

## Commandants
- Colonel William Pitt Kellogg - a démissionné le 1er juin 1862
- Colonel Edward Prince libéré du service le 15 octobre 1864.
- Colonel John M. Graham libéré du service avec le régiment[2].